# Soczewka wewnątrzgałkowa
Soczewka wewnątrzgałkowa (ang. intraocular lens, IOL) – soczewka wykonana z tworzywa sztucznego o właściwościach skupiających lub rozpraszających promienie świetlne, wszczepiana do oka ludzkiego w celu korekcji bezsoczewkowości (łac. aphakia) – powstałej najczęściej w wyniku usunięcia zaćmy.
Soczewki wewnątrzgałkowe można opisać według różnych kryteriów:
1. zwijalność – Soczewki zwijalne, o średnicach części optycznej od 5,5 do 6,5 mm., wykonane są z elastycznego materiału, co umożliwia ich zwinięcie i wszczep przez cięcie o szerokości od 1,8 mm. W odróżnieniu soczewki sztywne to soczewki, których średnica części optycznej wynosi przeciętnie 6 mm. Wykonane są z PMMA (polimetylometakrylan), materiału sztywnego który nie pozwala na ich zwinięcie. Dlatego cięcie niezbędne do wszczepienia tej soczewki wynosi około 6,5 mm.
2. materiał – Obecnie najczęściej stosowane materiały to, akryl hydrofobowy, akryl hydrofilny (tzw. hydrożel), silikon i PMMA. Materiał, z którego została wykonana soczewka ma wpływ na szerokość cięcia chirurgicznego niezbędnego do wszczepienia soczewki, reakcję tkanek oka na obecność tego materiału, stabilność soczewki w oku.
3. jednoczęściowość – Soczewki jednoczęściowe są w całości wykonane z tego samego materiału. Soczewki wieloczęściowe posiadają hapteny (czyli elementy utrzymujące część optyczną w jednym miejscu) wykonane z innego materiału (najczęściej z PMMA).
4. miejsce umieszczenia soczewki – Soczewka może być umieszczona w torebce soczewki naturalnej (tkanka która pozostaje po usunięciu soczewki naturalnej), do bruzdy rzęskowej (zazwyczaj w przypadku uszkodzenia lub konieczności usunięcia torebki soczewki), zamocowana na tęczówce lub umieszczona w przedniej komorze oka (przestrzeń pomiędzy tęczówką a rogówką - tzw. soczewka przedniokomorowa). Przy braku torebki może zostać podszyta do twardówki (wszczepiona soczewka pozostaje w bruździe rzęskowej)
5. obecność filtrów ochronnych – Obecnie wszystkie soczewki wewnątrzgałkowe wyposażone są w filtr chroniący przed promieniowaniem UV. Niektóre dodatkowo wyposażono w filtr chroniący przed światłem niebieskim[1], uznawanym w badaniach in vitro za niebezpieczne dla prawidłowego funkcjonowania siatkówki oka.
6. asferyczność – Soczewki sferyczne charakteryzują się tym, że promienie wpadające przez obwodową jej część ogniskowane są bliżej w stosunku do promieni wpadających do oka centralnie. Powoduje to, że osoba ze wszczepionymi soczewkami sferycznymi w warunkach gorszego oświetlenia (wówczas źrenica jest szeroka i promienie przechodzą przez całą średnicę części optycznej) ma mniejsze poczucie kontrastu widzenia. Soczewki asferyczne posiadają zmodyfikowaną część optyczną tak, aby promienie świetlne przechodzące przez obwodową część optyczną ogniskowały się w tym samym miejscu co przechodzące przez część centralną.
7. ilość ognisk tworzonych przez soczewkę – Soczewki można podzielić na soczewki jednoogniskowe, czyli soczewki, które tworzą tylko jedno ognisko skupienia światła oraz soczewki wieloogniskowe (zwane również multifokalnymi) tworzące dwa lub więcej ogniska skupienia światła. Umożliwiają one pacjentom ostre widzenie do bliży (czytanie), odległości pośrednich (praca przy komputerze) oraz dali bez konieczności dodatkowej korekcji okularowej[2].
8. soczewki korygujące astygmatyzm – zwane ze względu na kształt części optycznej soczewkami torycznymi. Umożliwiają one korekcję aphakii (stanu po usunięciu zmętniałej soczewki) oraz astygmatyzmu rogówkowego (zwanego też niezbornością rogówkową).
9. soczewki korygujące wysoką krótkowzroczność – stosowane są u pacjentów ze zdrową, akomodującą (zmieniającą swój kształt, aby umożliwić czytanie) soczewką naturalną u których nie można przeprowadzić laserowego zabiegu korygującego wysoką krótkowzroczność (zazwyczaj powyżej -6 dioptrii), a chcą oni pozbyć się konieczności noszenia soczewek kontaktowych bądź okularów. Soczewkę taką wszczepia się pomiędzy naturalną soczewkę a rogówkę oka. Koryguje ona wysoką krótkowzroczność nie pozbawiając pacjenta możliwości akomodacji (dzięki pozostawieniu naturalnej soczewki)

Wszczepiane są soczewki przeźroczyste oraz o barwie żółtej. Soczewki żółte nie mają wpływu na sen i nastrój.
Wynalazcą leczenia zaćmy metodą usuwania soczewki naturalnej i jej zastępowania soczewką wewnątrzgałkową był brytyjski okulista Harold Ridley. Pierwszy zabieg przeprowadził 29 listopada 1949 roku.